# Ronny Kirchhof
Ronny Kirchhof (* 9. Januar 1969 in Lichterfeld) ist ein ehemaliger deutscher Radrennfahrer und Junioren-Weltmeister im Radsport.

## Sportliche Laufbahn
Kirchhof begann seine Laufbahn in der BSG Aufbau Lichterfeld. 1983 wechselte er zum SC Cottbus. 1985 gewann er bei der Kinder- und Jugendspartakiade in der Altersklasse Jugend A Gold im Sprint und im 1000-Meter-Zeitfahren. Erste Meistertitel gewann er auf der Bahn der Werner-Seelenbinder-Halle in Berlin, als er im Januar 1986 bei der DDR-Winterbahnmeisterschaft im Sprint und 1000-Meter-Zeitfahren in der Jugend A siegte. Mit einer Sondergenehmigung nahm er an der Internationalen Sprintermeisterschaft von Berlin teil und unterlag nur Lutz Heßlich im Finale. 1987 folgte der größte Erfolg seiner Laufbahn, er wurde bei der UCI-Bahn-Weltmeisterschaft der Junioren Weltmeister im 1000-Meter-Zeitfahren. 1988 und 1989 gewann er in dieser Disziplin bei der DDR-Meisterschaft die Silbermedaille.